# Daniel Rengifo
Daniel Rengifo (* 14. November 1993 in Cali, Kolumbien; † 5. Januar 2020 ebenda) war ein kolumbianischer Schauspieler.

## Leben
2011 begann er mit der Schauspielerei am Theater und im selben Jahr auch beim kolumbianischen Fernsehen, wo er von da an in verschiedenen Serien zu sehen war.
Seine erste Rolle beim Fernsehen hatte er in der Serie „5Cobijas“. 2014 wurde bei ihm ein Hirntumor festgestellt, an dessen Folgen er im Januar 2020 im Alter von 26 Jahren starb.

## Filmographie (Auswahl)
- 5Cobijas, Serie, 2011.
- Alias el mexicano, Serie, 2013.
- Los tres caines, Serie, 2013.
- Sin senos si hay paradiso, Serie, 2016.
- La Gloria de Lucho, Serie, 2019.
- La Pregapo, Serie. (ohne Jahr).
- Tu Voz estereo. (ohne Jahr).
- Esmeraldas. (ohne Jahr).